# Neumarkt in der Oberpfalz
Neumarkt in der Oberpfalz je město v německé spolkové zemi Bavorsko, hlavní město zemského okresu Neumarkt in der Oberpfalz ve vládním obvodu Horní Falc. Žije zde přibližně 41 tisíc obyvatel.

## Geografie

### Sousední obce
| Růžice kompasu |                | Berg bei Neumarkt in der Oberpfalz | Pilsach | Růžice kompasu |
| Růžice kompasu | Postbauer-Heng | Sever                              | Velburg | Růžice kompasu |
| Růžice kompasu | Postbauer-Heng | Neumarkt in der Oberpfalz          | Velburg | Růžice kompasu |
| Růžice kompasu | Postbauer-Heng | Jih                                | Velburg | Růžice kompasu |
| Růžice kompasu | Berngau        | Sengenthal                         | Deining | Růžice kompasu |